# Чемпіонат U-19 України з футболу 2019—2020
8-ма юнацька першість України з футболу розпочалася 9 серпня 2019 року. 
27 травня 2020 року Виконавчий комітет УАФ вирішив затвердити рішення Загальних зборів учасників УПЛ від 20 травня 2020 року стосовно завершення чемпіонатів U-21 та U-19 УПЛ сезону 2019–2020 достроково з дати їхнього припинення (18 березня 2020 року) без визначення переможців.

## Учасники
У турнірі беруть участь 13 юнацьких команд:
| - «Волинь» (Луцьк) - «Ворскла» (Полтава) - «Десна» (Чернігів) - «Динамо» (Київ) - «Дніпро-1» (Дніпро) - «Зоря» (Луганськ) - «Карпати» (Львів) | - «Колос» (Ковалівка) - ФК «Львів» - ФК «Маріуполь» - МФК «Металург» (Запоріжжя) - ФК «Олександрія» - «Шахтар» (Донецьк) |

 — нові команди.

## Турнірна таблиця
| М  | Команда               | І  | В  | Н | П  | РМ    | О  |
| -- | --------------------- | -- | -- | - | -- | ----- | -- |
| 1  | «Динамо» U-19         | 16 | 14 | 1 | 1  | 56−8  | 43 |
| 2  | «Шахтар» U-19         | 15 | 14 | 0 | 1  | 49−10 | 42 |
| 3  | «Ворскла» U-19        | 16 | 11 | 3 | 2  | 37−11 | 36 |
| 4  | «Волинь» U-19         | 16 | 11 | 1 | 4  | 37−28 | 34 |
| 5  | ФК «Олександрія» U-19 | 16 | 8  | 5 | 3  | 30−20 | 29 |
| 6  | «Карпати» U-19        | 15 | 9  | 1 | 5  | 35−17 | 28 |
| 7  | МФК «Металург» U-19   | 16 | 5  | 2 | 9  | 23−33 | 17 |
| 8  | ФК «Львів» U-19       | 15 | 5  | 2 | 8  | 21−34 | 17 |
| 9  | «Зоря» U-19           | 16 | 4  | 3 | 9  | 20−25 | 15 |
| 10 | ФК «Маріуполь» U-19   | 16 | 2  | 5 | 9  | 19−33 | 11 |
| 11 | «Колос» U-19          | 15 | 3  | 1 | 11 | 19−41 | 10 |
| 12 | «Дніпро-1» U-19       | 16 | 2  | 3 | 11 | 15−43 | 9  |
| 13 | «Десна» U-19          | 16 | 0  | 1 | 15 | 10−68 | 1  |

## Найкращі бомбардири
| № | Футболіст         | Команда        | Голи (пен.) |
| - | ----------------- | -------------- | ----------- |
| 1 | Абдулла Абдуллаєв | «Шахтар» U-19  | 21 (5)      |
| 2 | Владислав Ванат   | «Динамо» U-19  | 19 (4)      |
| 3 | Данило Кравчук    | «Ворскла» U-19 | 14 (2)      |